# Enema pan
Enema pan är en skalbaggsart som beskrevs av Fabricius 1775. Enema pan ingår i släktet Enema och familjen Dynastidae. Inga underarter finns listade i Catalogue of Life.

## Bildgalleri

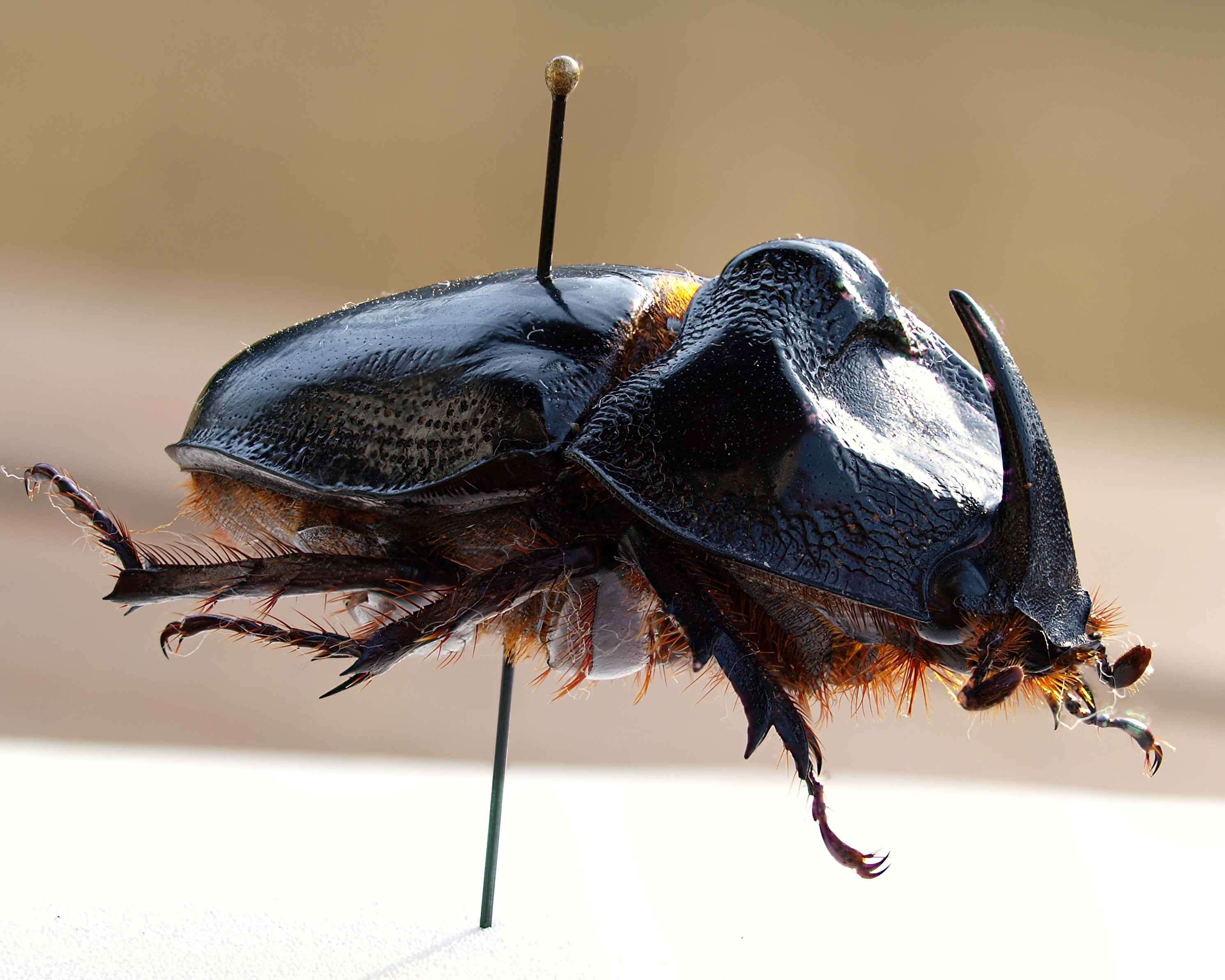
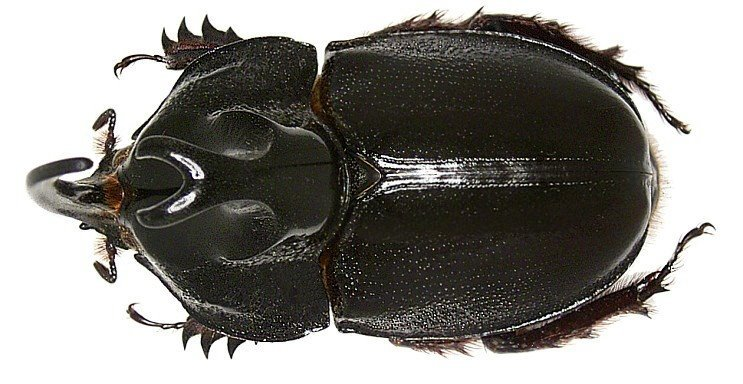
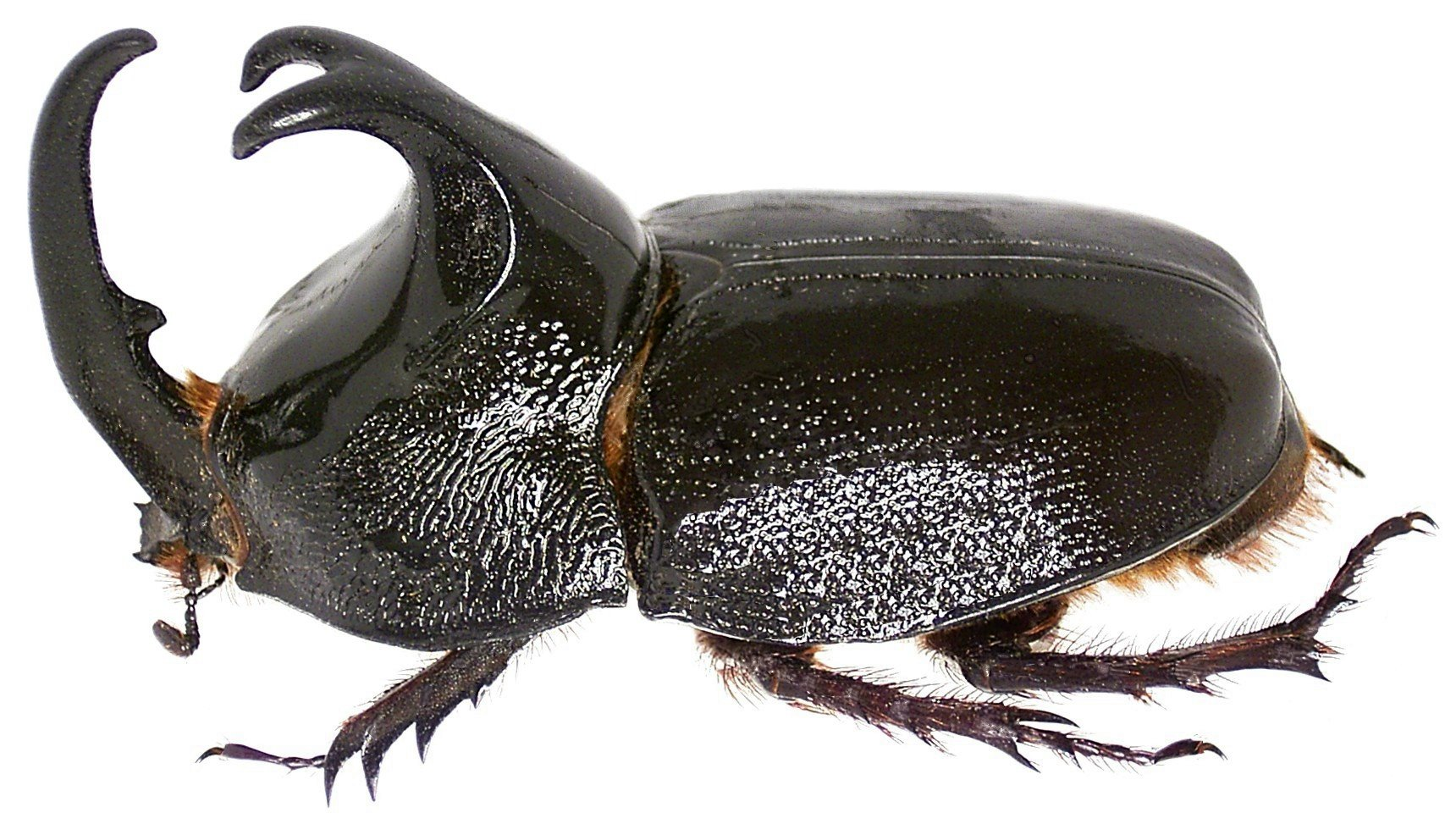
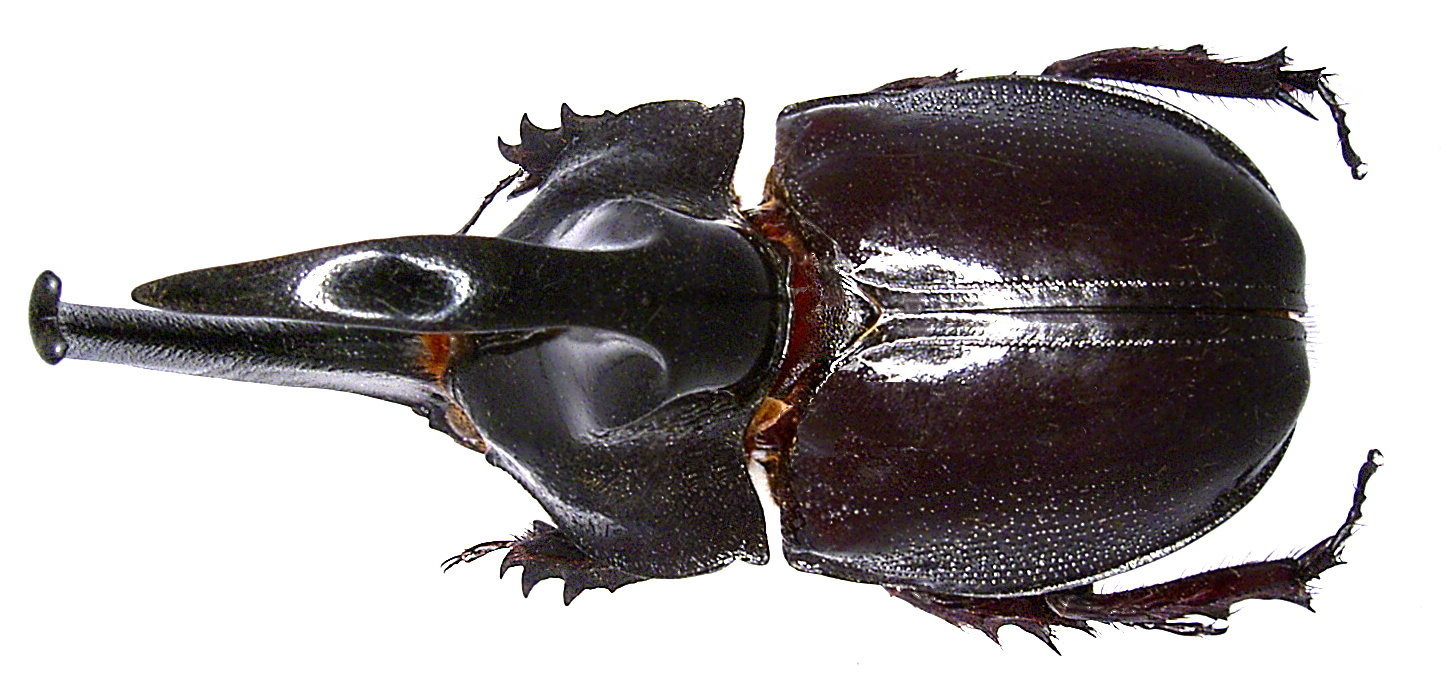
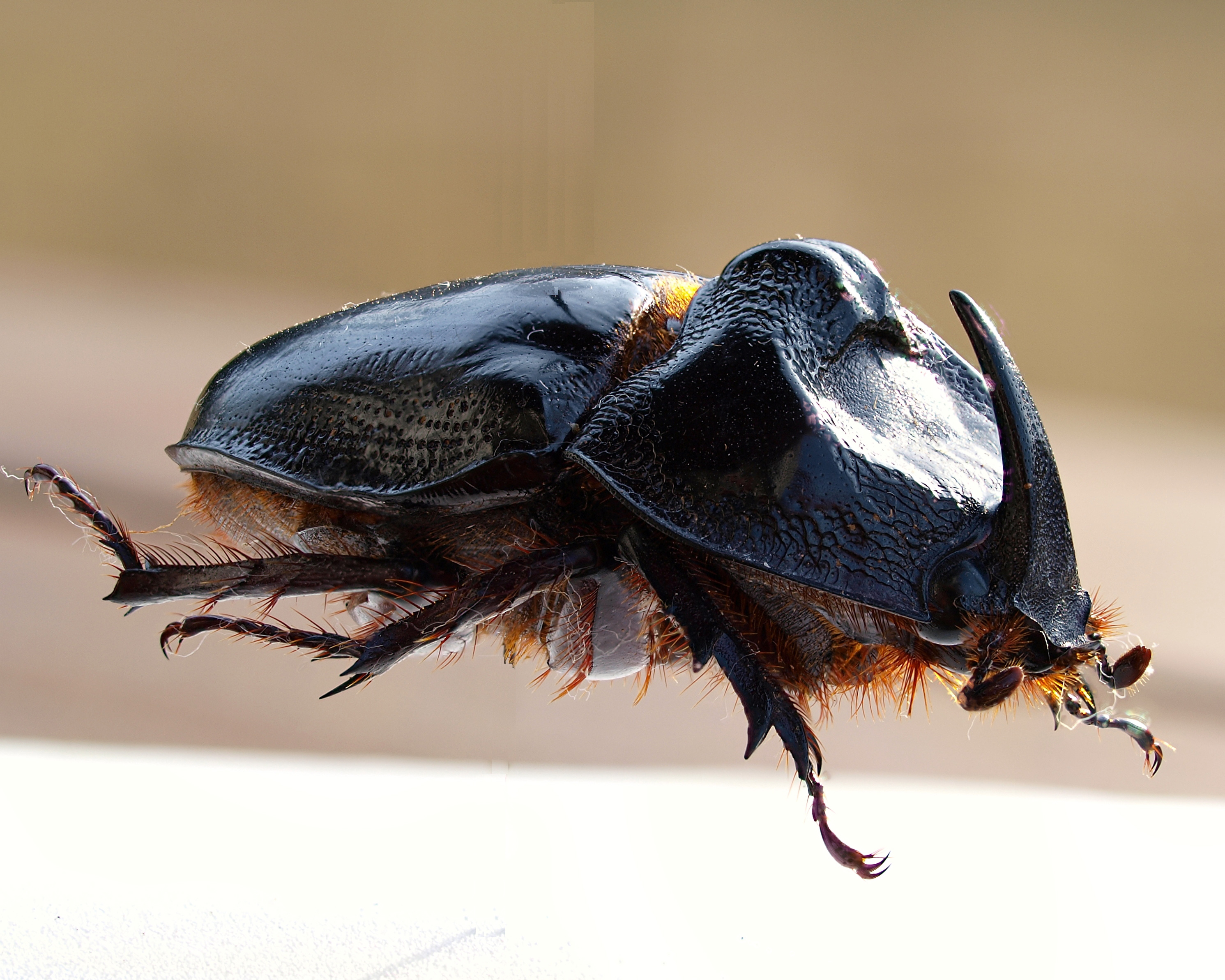
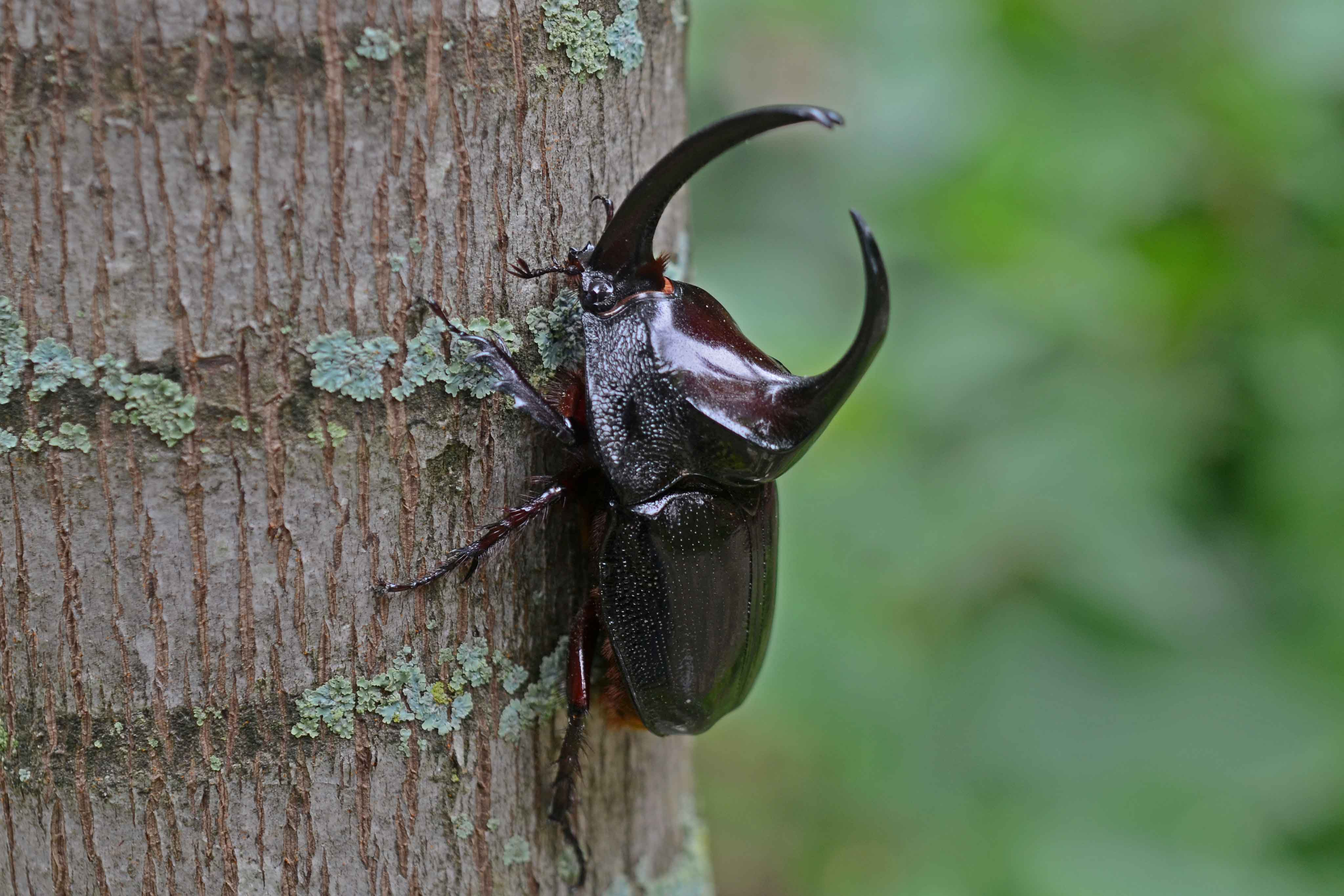